# Пролекарства
Пролекарство — это химически модифицированная форма лекарственного средства (эфир, соль, соль эфира и т. д.), которая в биосредах в результате метаболических процессов превращается в само лекарственное средство.
Область создания пролекарств интенсивно развивается, и такие препараты всё шире применяются для направленной доставки лекарств в необходимые органы, ткани и т. д.

## Общая информация
Концепция пролекарства впервые была представлена в медико-химических исследованиях Альбертом в 1951 году: «Пролекарство — это молекула, которая не обладает собственной биологической активностью, но способна в процессе различных стадий метаболизма превращаться в биологически активный препарат». Согласно  определению, принятому IUPAC, пролекарство — это любое соединение, которое подвергается биотрансформации перед тем, как проявить фармакологический эффект. Таким образом, пролекарства можно рассматривать как препараты, содержащие специализированные, нетоксичные защитные группы, временно используемые для изменения или устранения нежелательных свойств исходной молекулы.

## Типы пролекарств
Пролекарства по сути делятся на два класса: связанные с носителем и биопредшественники. 
В пролекарствах, связанных с носителем, активное вещество временно связывается с носителем с помощью ковалентной связи. Расщепление этого типа пролекарства высвобождает молекулу с повышенной биологической активностью (лекарство) и, по крайней мере, один побочный продукт — носитель, который может быть биологически инертным (например, полиэтиленгликоль, PEG) или обладать свойствами направленного действия (например, антитела). 
Биопредшественники, напротив, не содержат группы-носителя и активируются путём метаболической модификации функциональной группы. 

Пролекарства, связанные с носителем
Согласно IUPAC, пролекарство, связанное с носителем, — это «пролекарство, содержащее временную связь активного вещества с переходной группой-носителем, что обеспечивает улучшенные физико-химические или фармакокинетические свойства и может быть легко удалено in vivo, обычно посредством гидролитического расщепления». 